# Archie Comics
Archie Comics is een Amerikaans uitgeverij van comics, opgericht in 1939 in Mamaroneck, New York.
De bekendste incarnatie van Archie Comics zijn The Archies en het fictieve universum eromheen. Ook verzorgden ze stripseries voor de Sonic the Hedgehog franchise zoals Sonic the Hedgehog, Sonic X, Knuckles the Echidna en Sonic Universe. Ook verzorgden ze een stripserie voor de Teenage Mutant Ninja Turtles.
Riverdale en Chilling Adventures of Sabrina zijn Amerikaanse televisieseries gebaseerd op de personages uit de Archie stripreeks.